# ری (داکوتای شمالی)
ری(به انگلیسی: Ray) شهری در ایالت داکوتای شمالی کشور ایالات متحده آمریکا است که جمعیت آن در سرشماری سال ۲۰۱۰ میلادی، ۵۹۲ نفر بوده‌است.